# Провінція Тамба
Провінція Тамба (яп. 丹波国 — тамба но куні, «країна Тамба»; 南丹州 — нантансю, «провінція південна Тамба») — історична провінція Японії у регіоні Кінкі на острові Хонсю. Відповідає східній частині префектури Хьоґо і центральній частині префектури Кіото.
Провінція Тамба була утворена у 7 столітті. Її адміністративний центр знаходився у сучасному місті Камеока.
Провінція Тамба знаходилась поруч зі столицею Кіото, тому була дуже важливою стратегічною територію. Як правило японські можновладці тримали цю провінцію під своїм особистим контролем. Водночас, вигідне гееорграфічне положення Тамби було причиною неодноразових воєн за контроль над нею.
З 12 по середину 14 століття провінцією керував рід Ходзьо, який тримав реальну владу у Камакурськоку сьоґунаті. Згодом його ненадовго змінив місцевий самурайський рід Нікі, який з кінця 14 століття підкорився волі роду Хосокава, радників сьоґунів з Муроматі. В часи політичного хаосу, що випали на 16 століття, Тамбою керував рід Хатано. Останній був знищений у 1579 році зусиллями Акеті Міцухіде, генерала Оди Нобунаґи.
У період Едо (1603—1867) провінція Тамба була поділена на ряд володінь з політичних міркувань. Найбільші землі дісталися родині Мацудайра, яка була родичем сьоґунів у Едо.
У результаті адміністративної реформи 1871 року провінція Тамба була перетворена у префектуру Тойоока. Однак у 1876 її було розділено між префектурами Хьоґо і Кіото.

## Повіти провінції Тамба
- Амада 天田郡
- Ікаруґа 何鹿郡
- Кувата 桑田郡
- Такі 多紀郡
- Фунаї 船井郡
- Хікамі 氷上郡